# Jällby kyrka
Jällby kyrka är en kyrkobyggnad i västra delen av Herrljunga kommun. Den tillhör sedan 2021 Herrljungabygdens församling (tidigare Jällby församling) i Skara stift. 

## Historia
En del av virket i stommen till dagens kyrka är liggtimmer som dateras till 1100-talet. Det har tillhört en liten träkyrka uppförd under medeltiden. Den omnämns i ett inventarium från 1583 och träskulpturerna från 1200-talet och 1400-talet bekräftar också dess ålder.

## Kyrkobyggnaden
Dagens kyrka ligger på en höjd omgiven av äldre kulturlandskap. Dess ålder är dendrokronologiskt bestämd till 1600-talet.
Byggnaden står på stengrund. Fasaden är av vitmålad lockläktpanel och har tvåläktsfönster med sex rutor och svarta bågar. Sadeltaket är spåntäckt. Kyrkan hade ursprungligen en nästan kvadratisk form, men är tillbyggd flera gånger. År 1745 byggdes vapenhuset med spåntak i väster med sitt lilla klocktornet täckt av falsad plåt. År 1845 införlivades vapenhuset med långhuset och ett nytt vapenhus byggdes längst i väster. År 1869 förlängdes kyrkan i öster. Flera mindre reparationer och ombyggnader har företagits under åren. År 1766 brädfodrades kyrkan invändigt och väggmålningar från 1767 av John Ljung finns bevarade. 

## Inventarier
- Dopfunt av sandsten tillverkad omkring år 1200 i två delar med höjden 91 cm. Cuppan är närmast cylindrisk med svagt buktande sidor. Nedtill ett kort, kraftigt skaft, som i mitten har en rundstav. Foten är nedtill fyrkantig med rundade hörn. Övergår uppåt i rund form, som en stympad kon utan ornament. Centralt uttömningshål.[3]
- A.G. Ljungström målade altartavlan samt tillverkade altaret och altarringen år 1870. Han fick då även i uppdrag att restaurera de äldre väggmålningarna.
- Madonnaskulptur tronande i altarskåp från 1275-1300 utförd i ek. Skulpturens höjd 72 cm. [4]
- En biskopsskulptur i trä från 1400-talet.
- Huvudinstrument är en digitalorgel.[5]

### Klockor
Kyrkan har två klockor.
- Lillklockan är av en senmedeltida typ och saknar inskrifter.[6]
- Storklockan göts 1747.

## Bilder

### Exteriörer

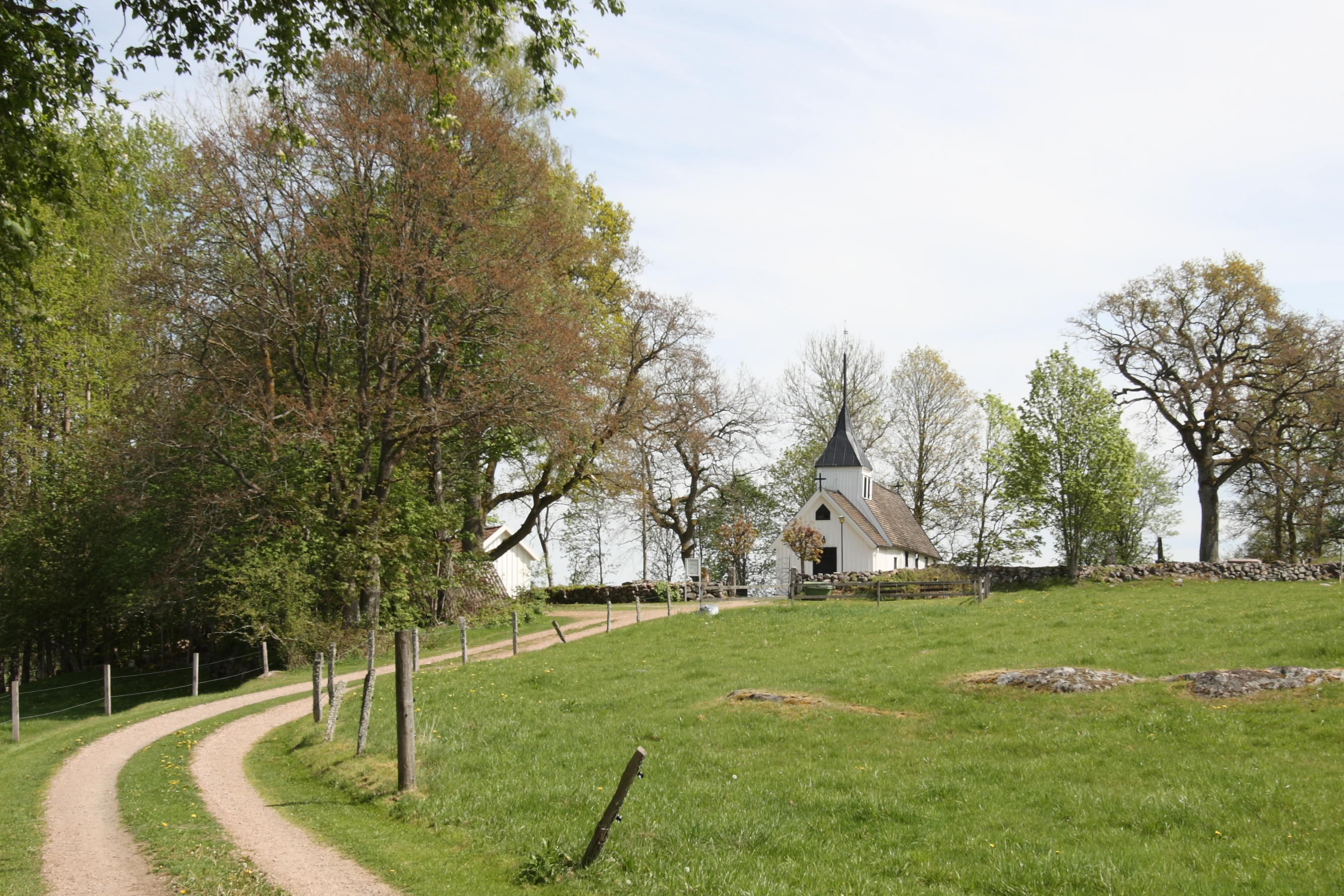
Sett från vägen
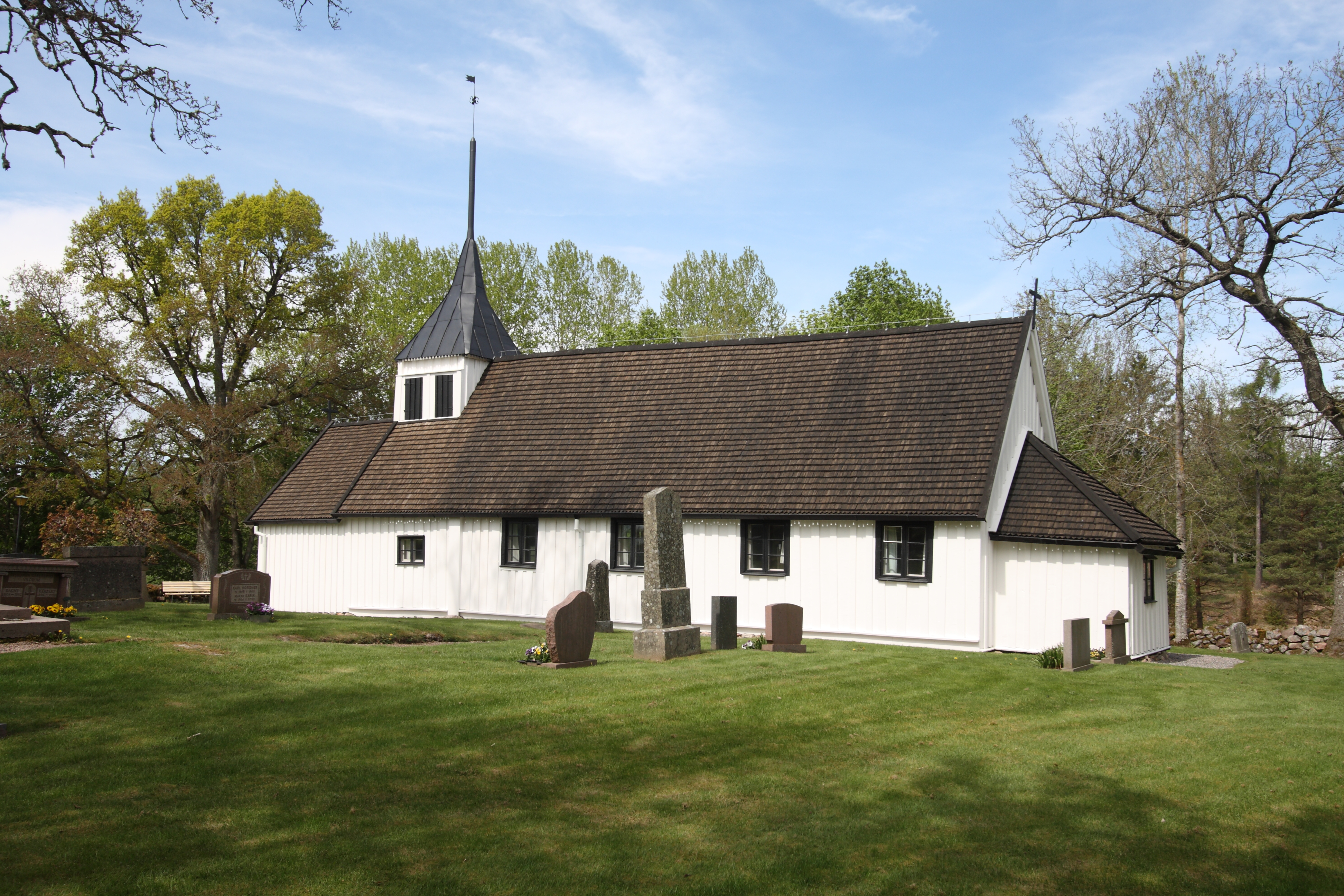
Sett från sydost
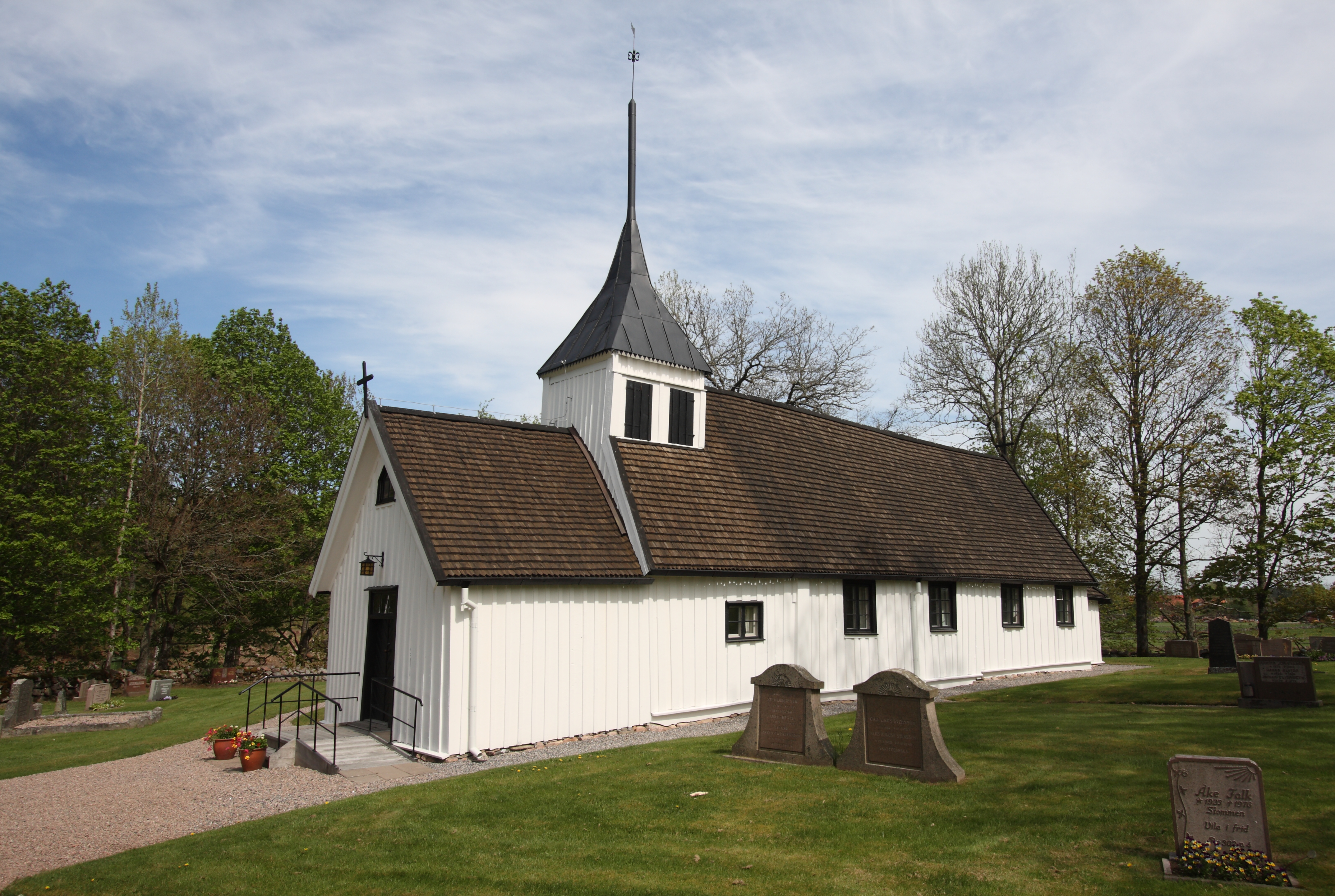
Sett från sydväst
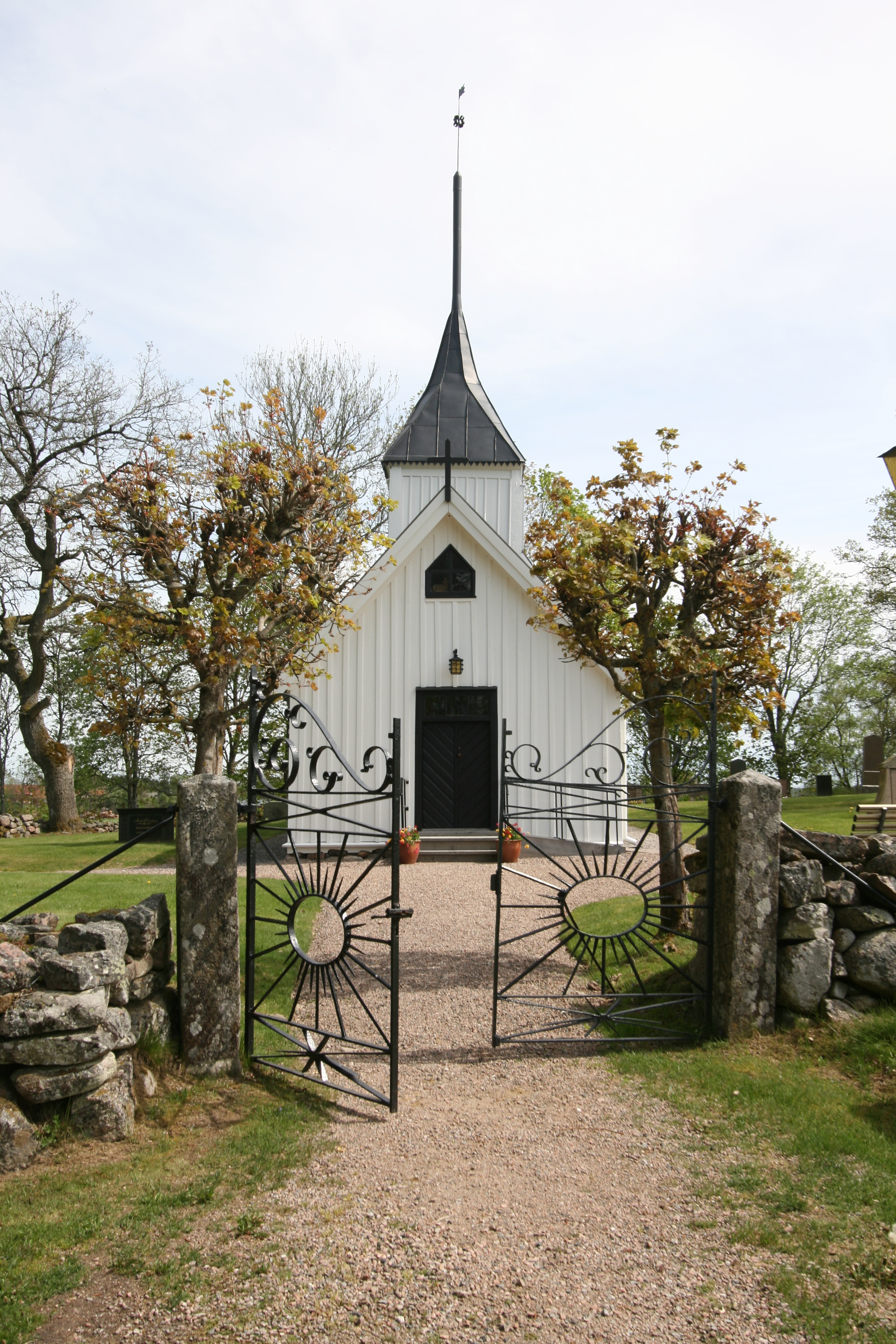
Sett från väst

### Interiörer

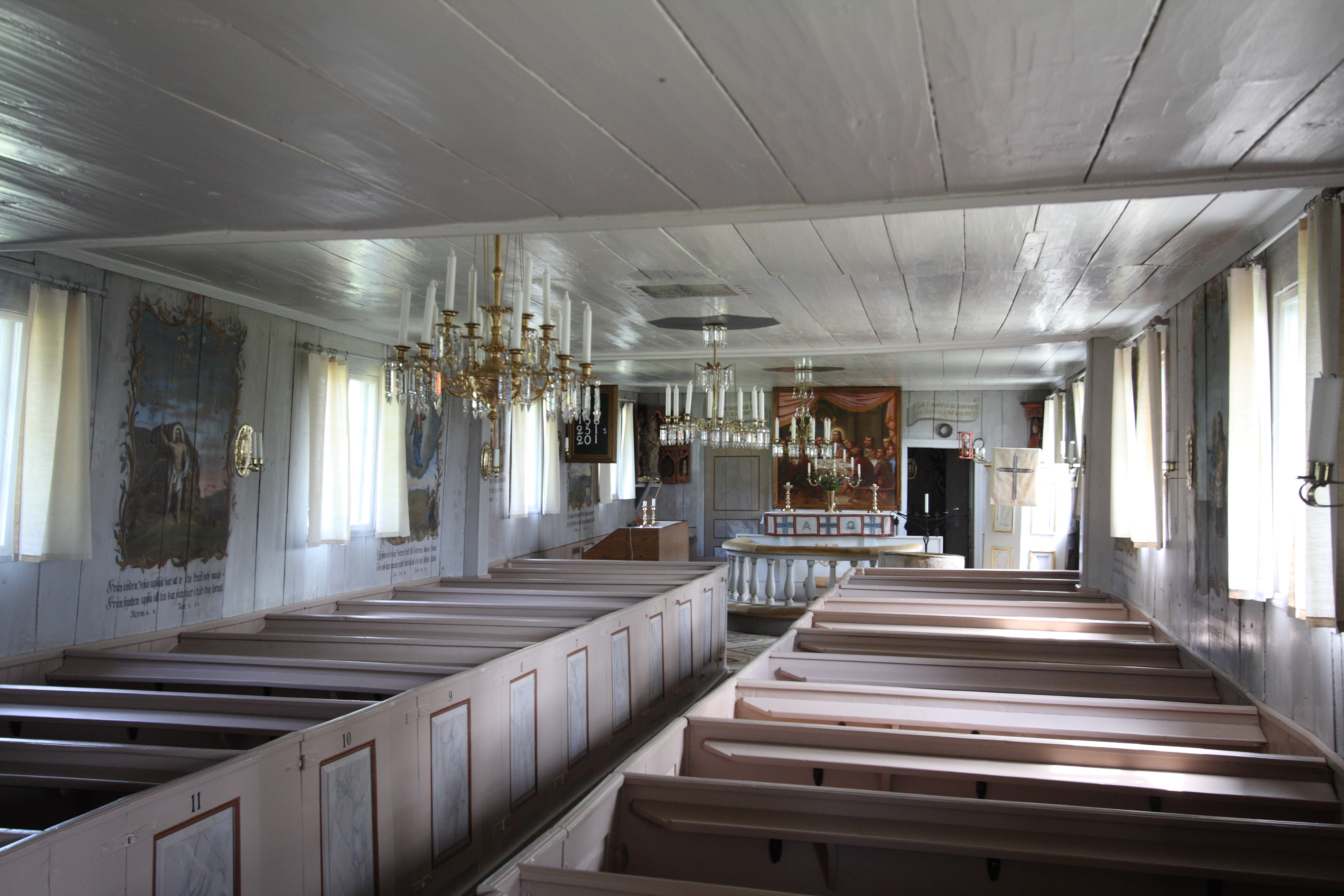
Interiör mot altaret
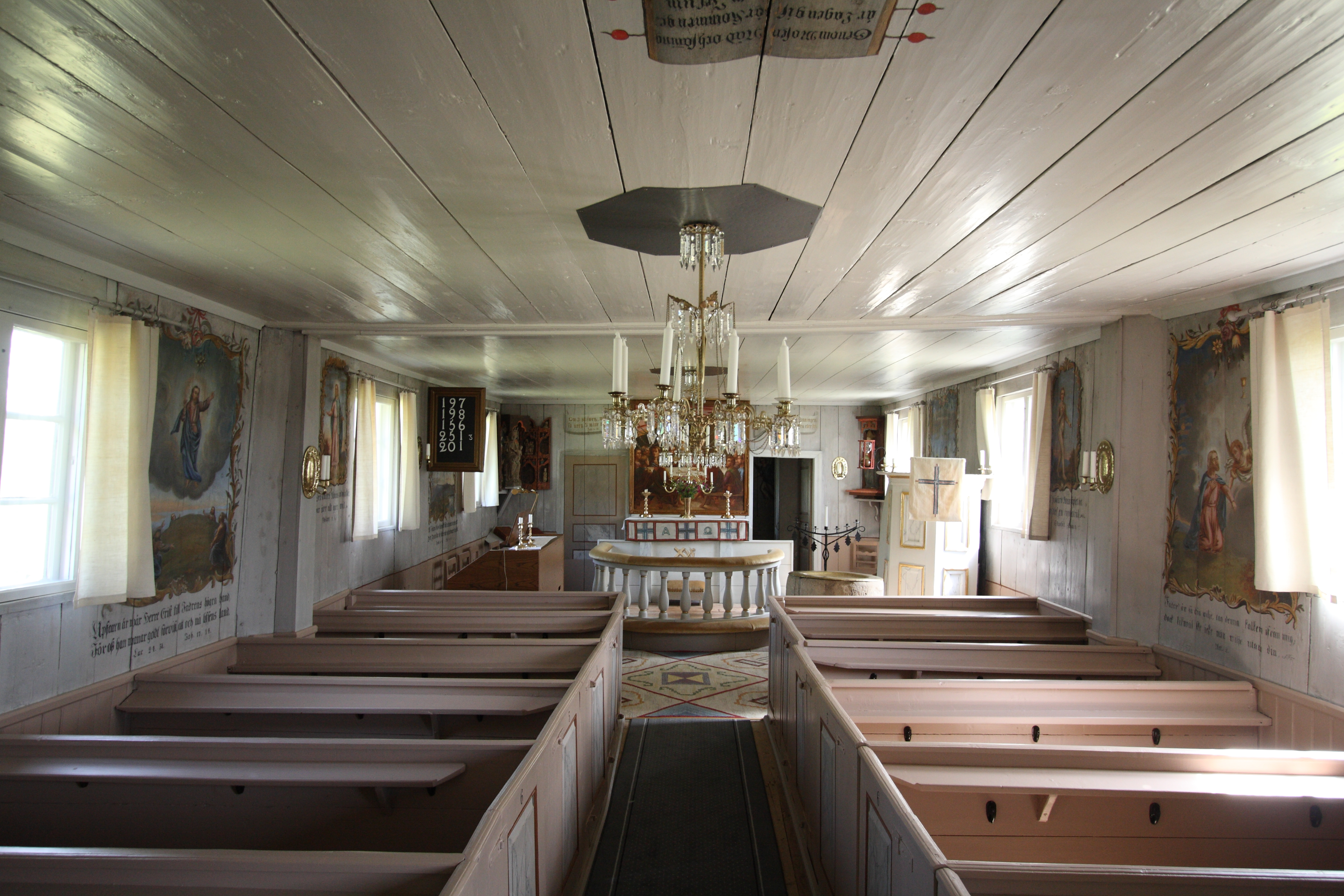
Interiör mot altaret
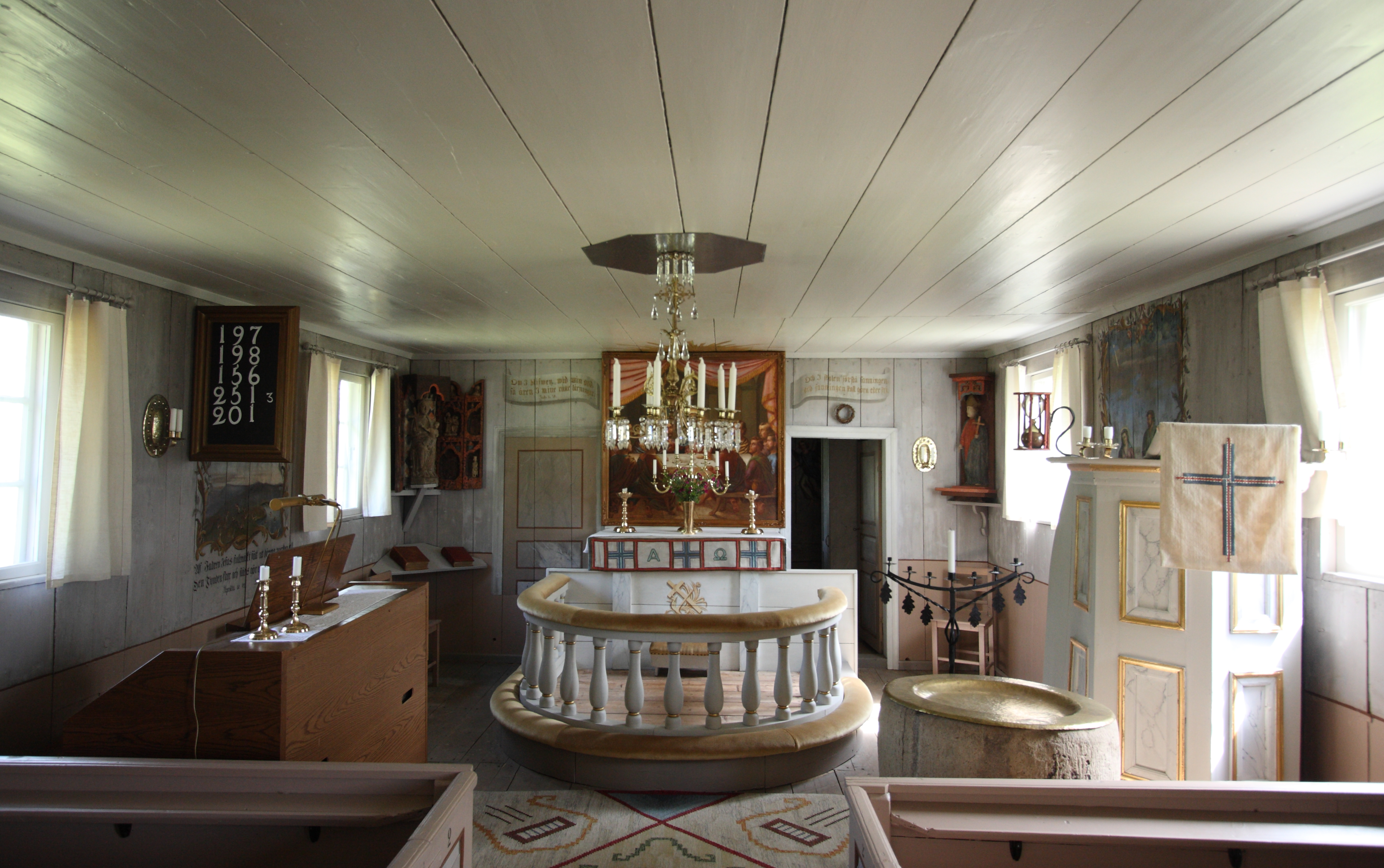
Interiör mot altaret
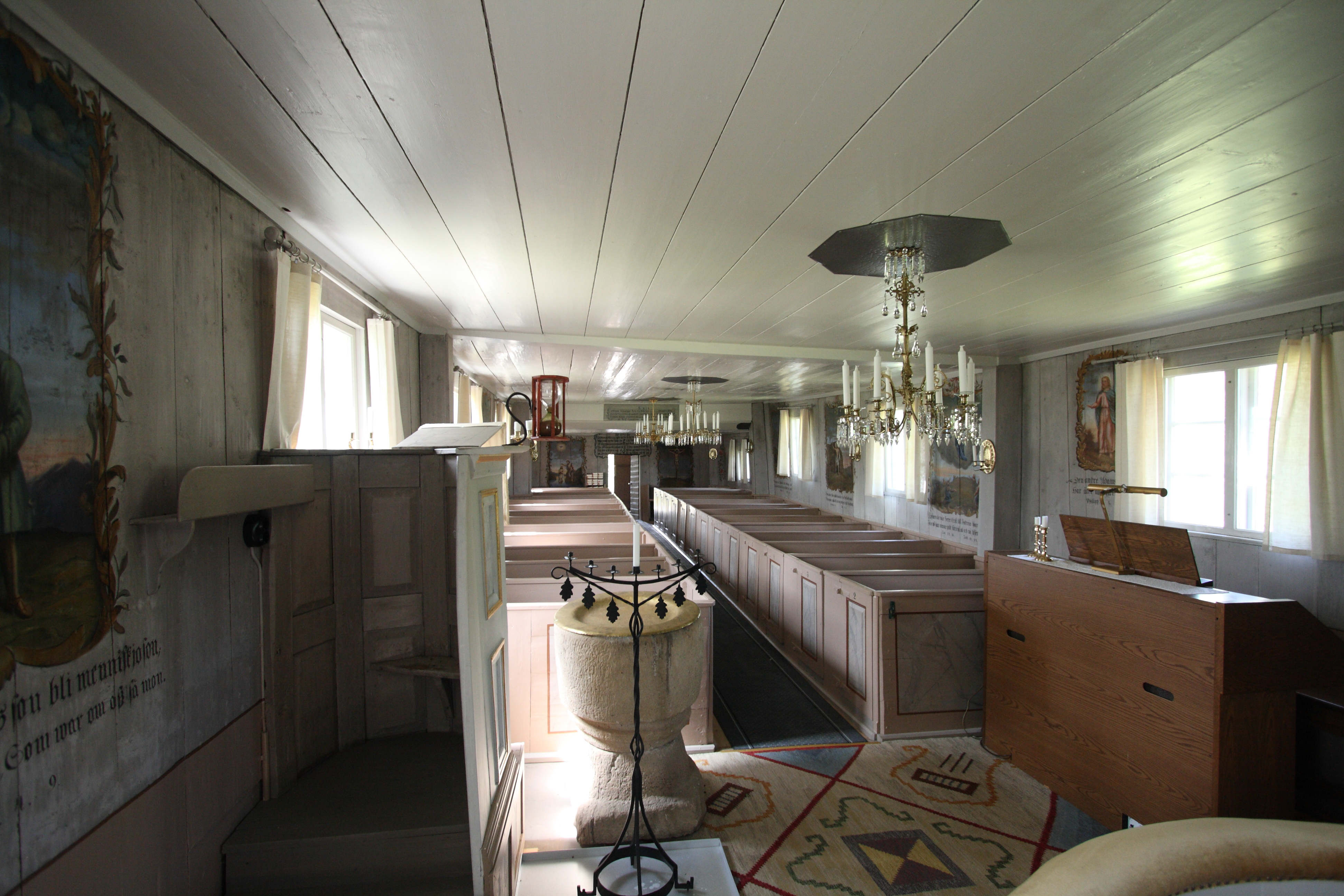
Interiör från altaret
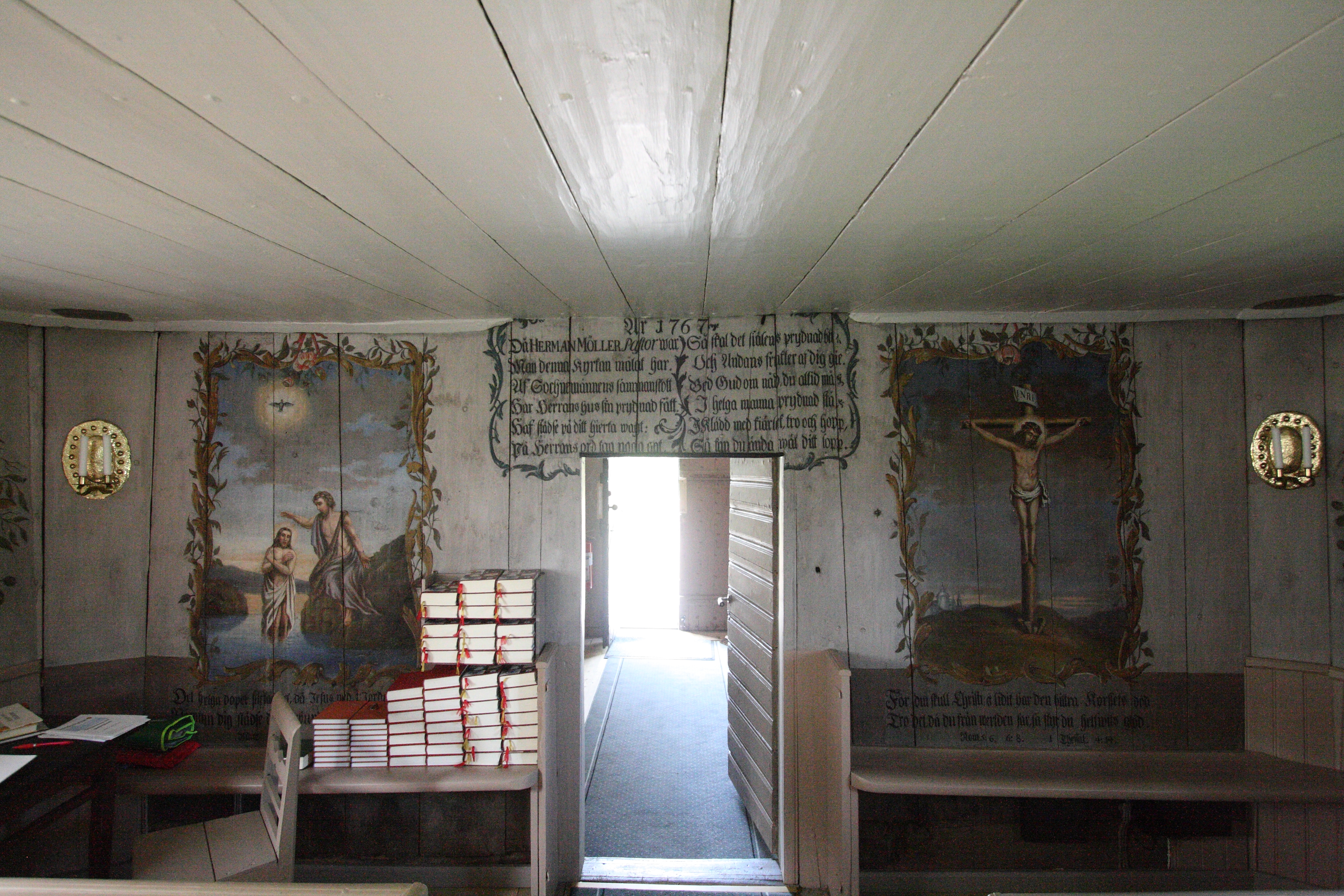
Mot vapenhuset
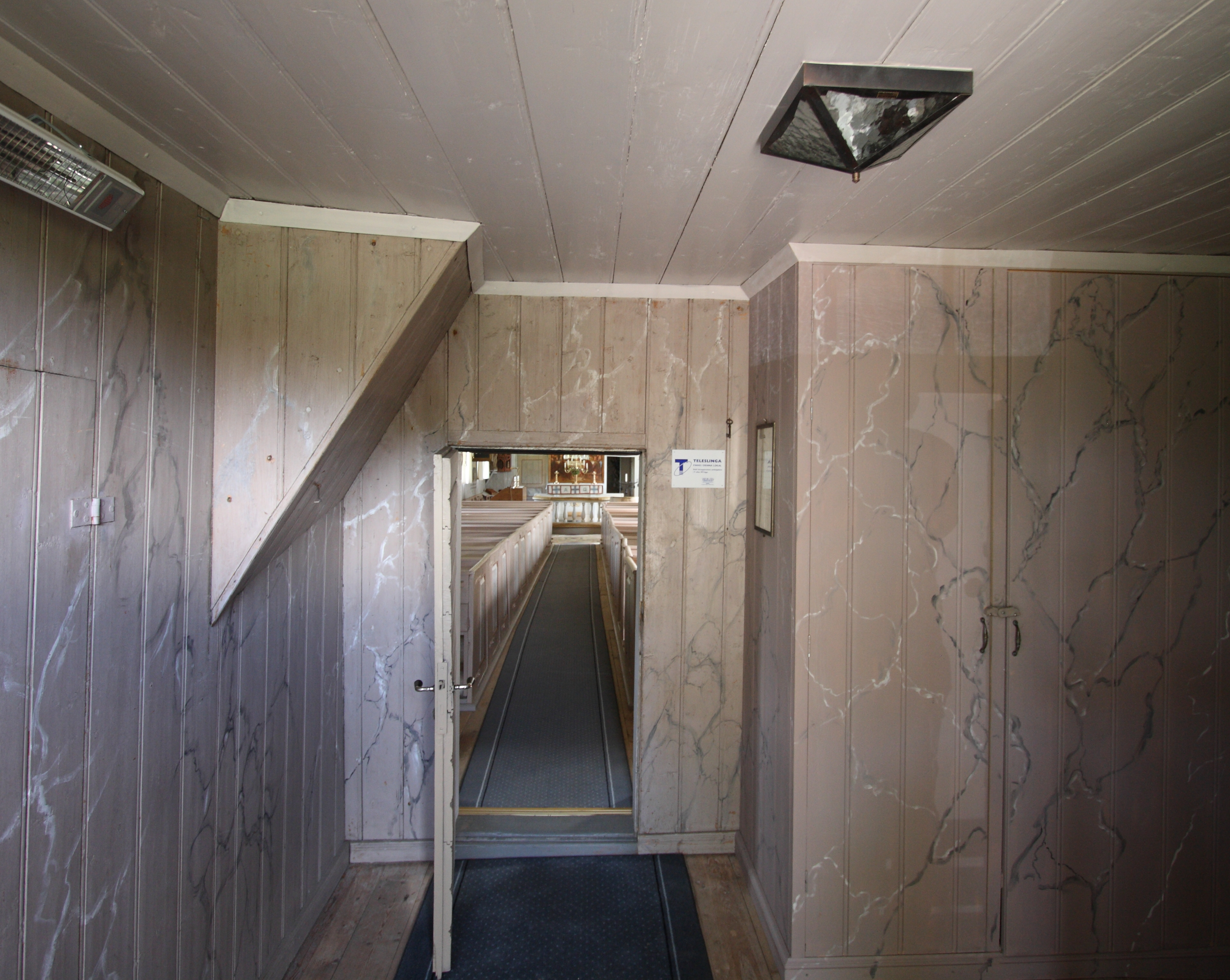
Vapenhuset
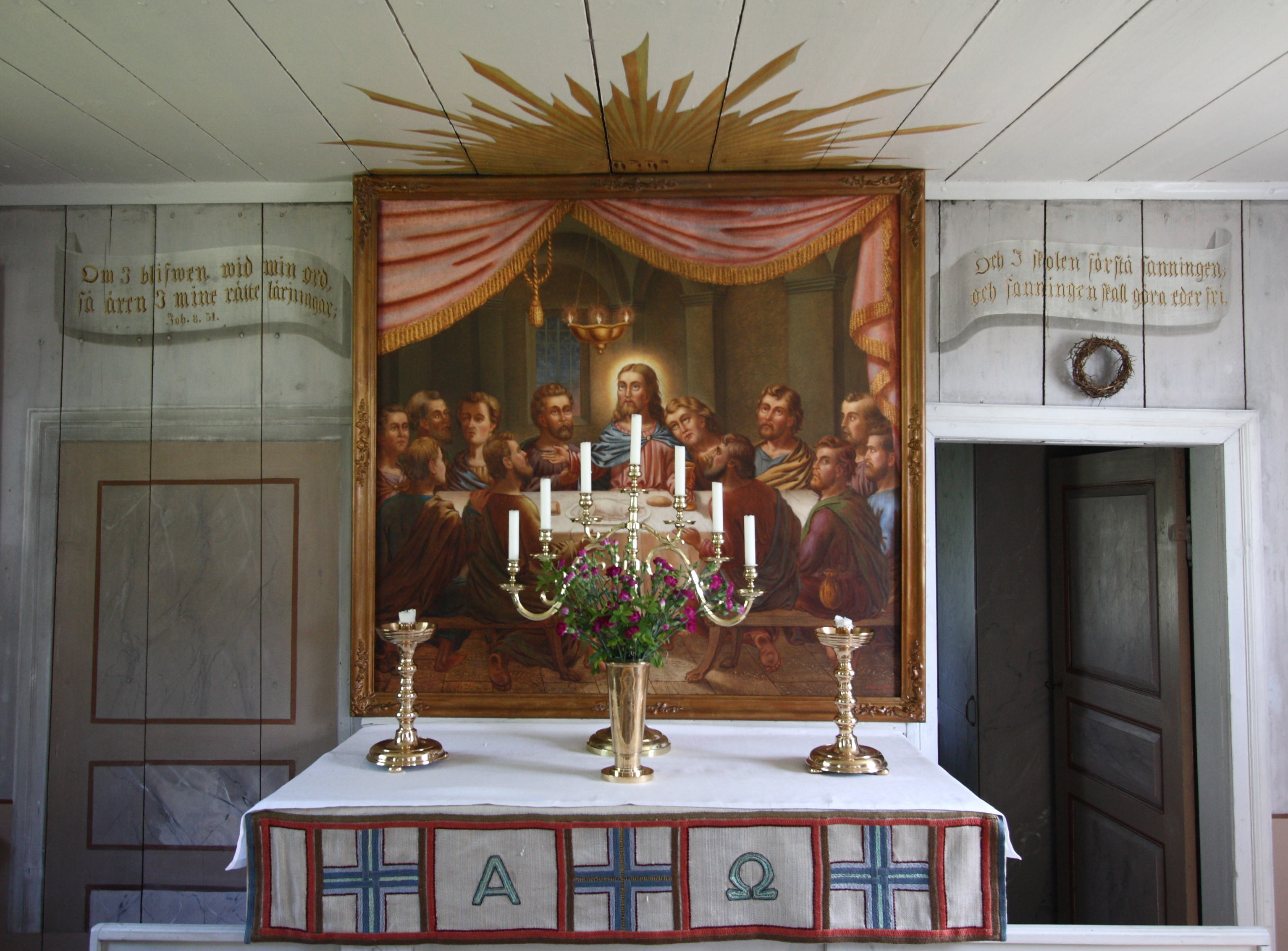
Altaret
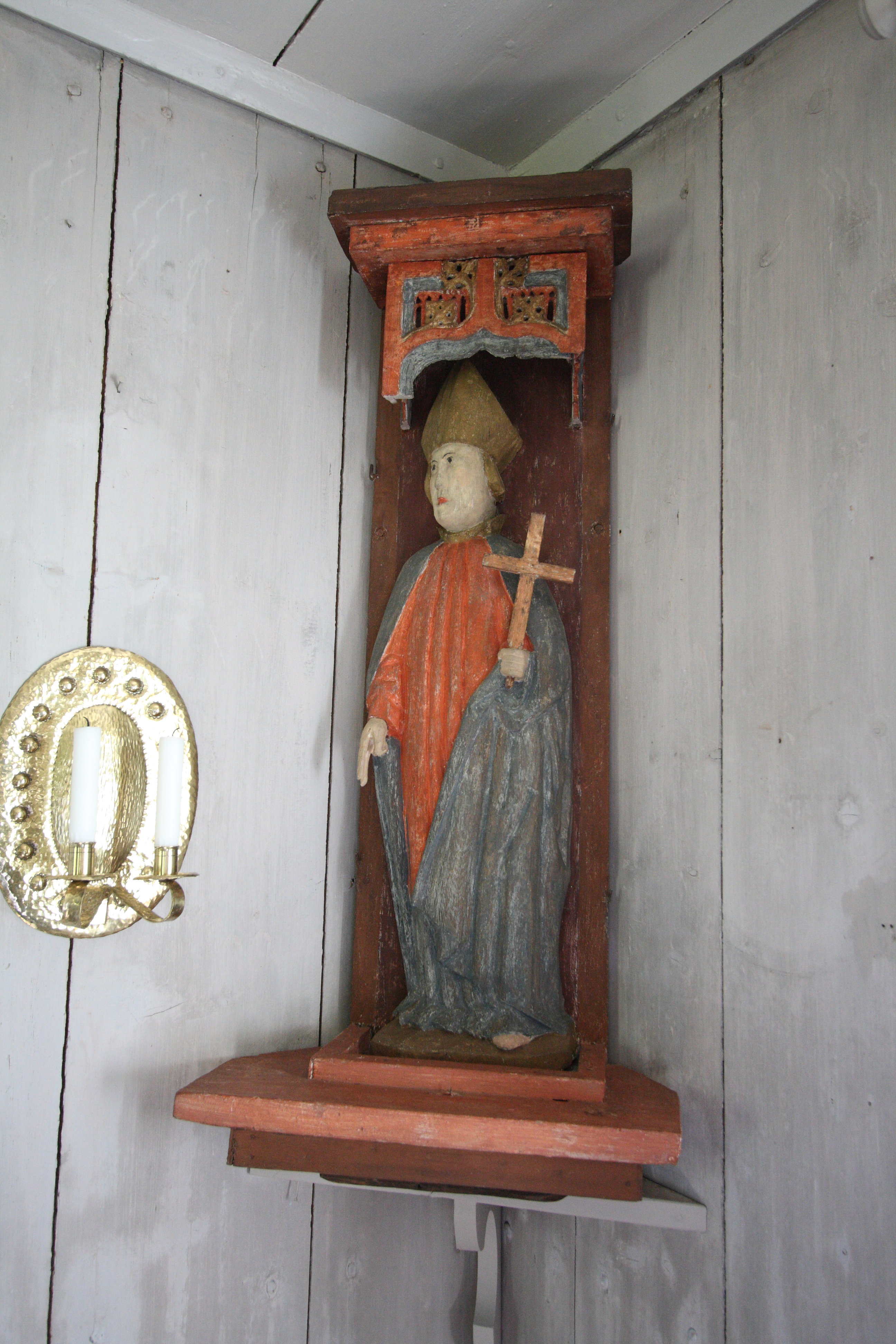
Biskopsstaty
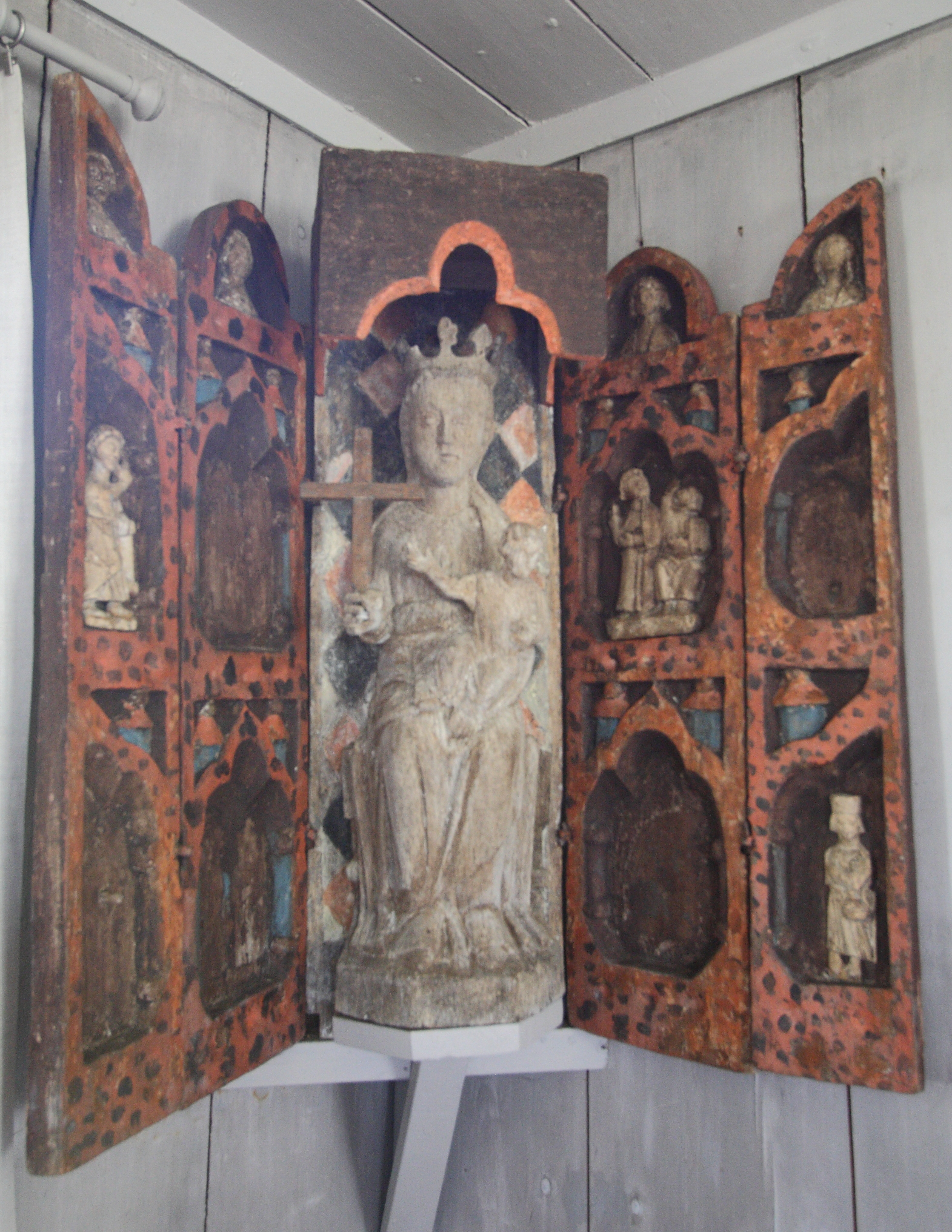
Madonna
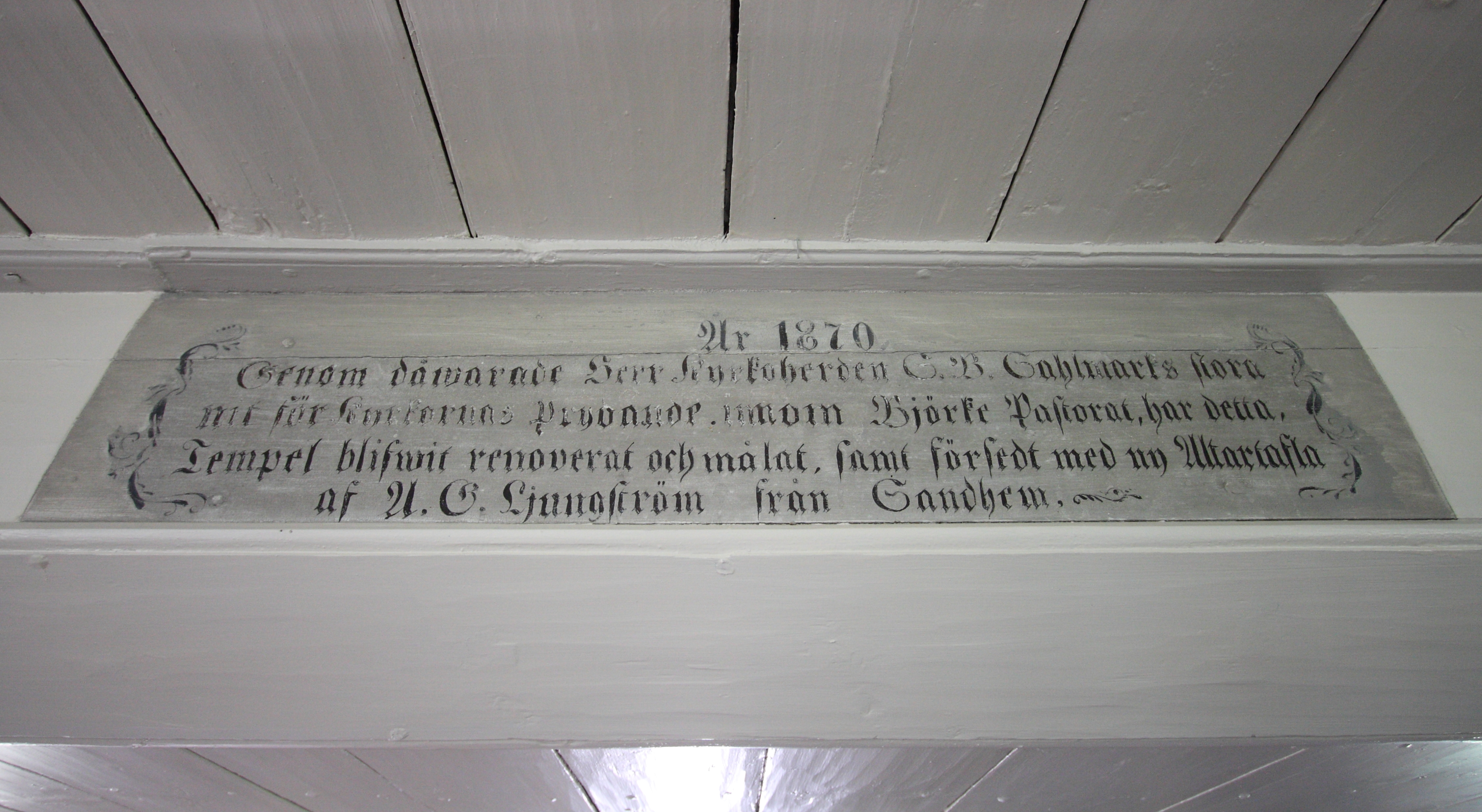
Målning
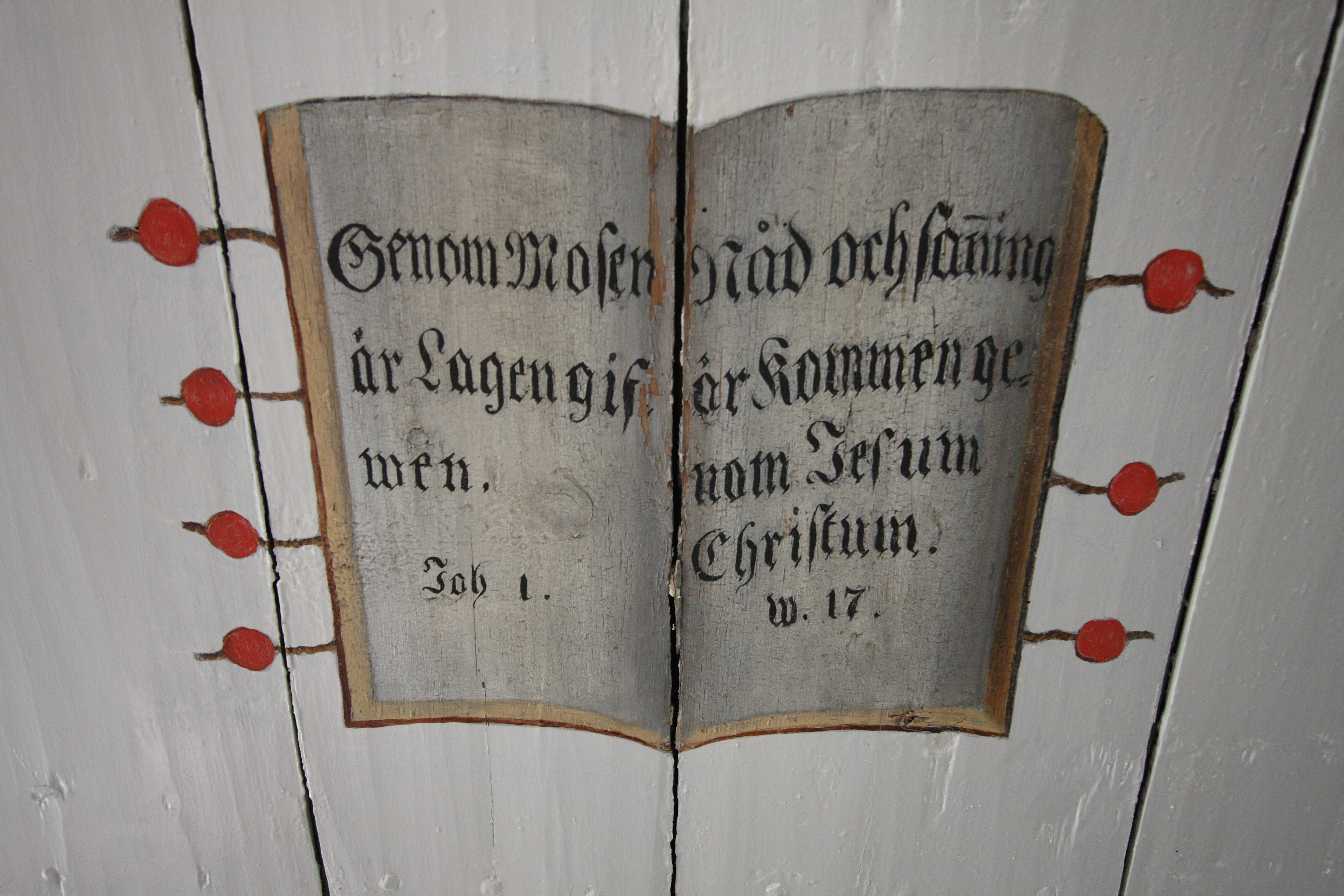
Takmålning
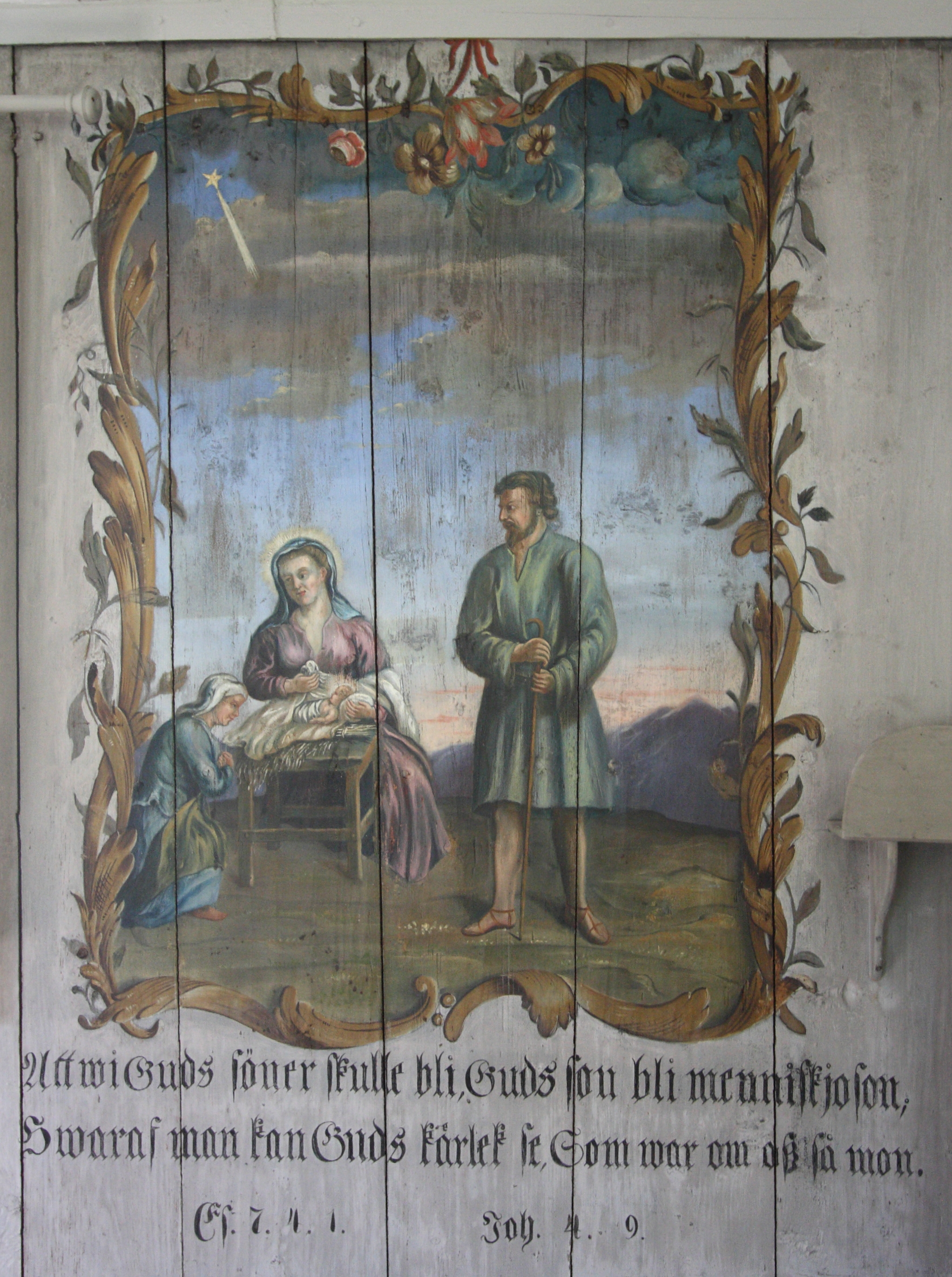
Väggmålning
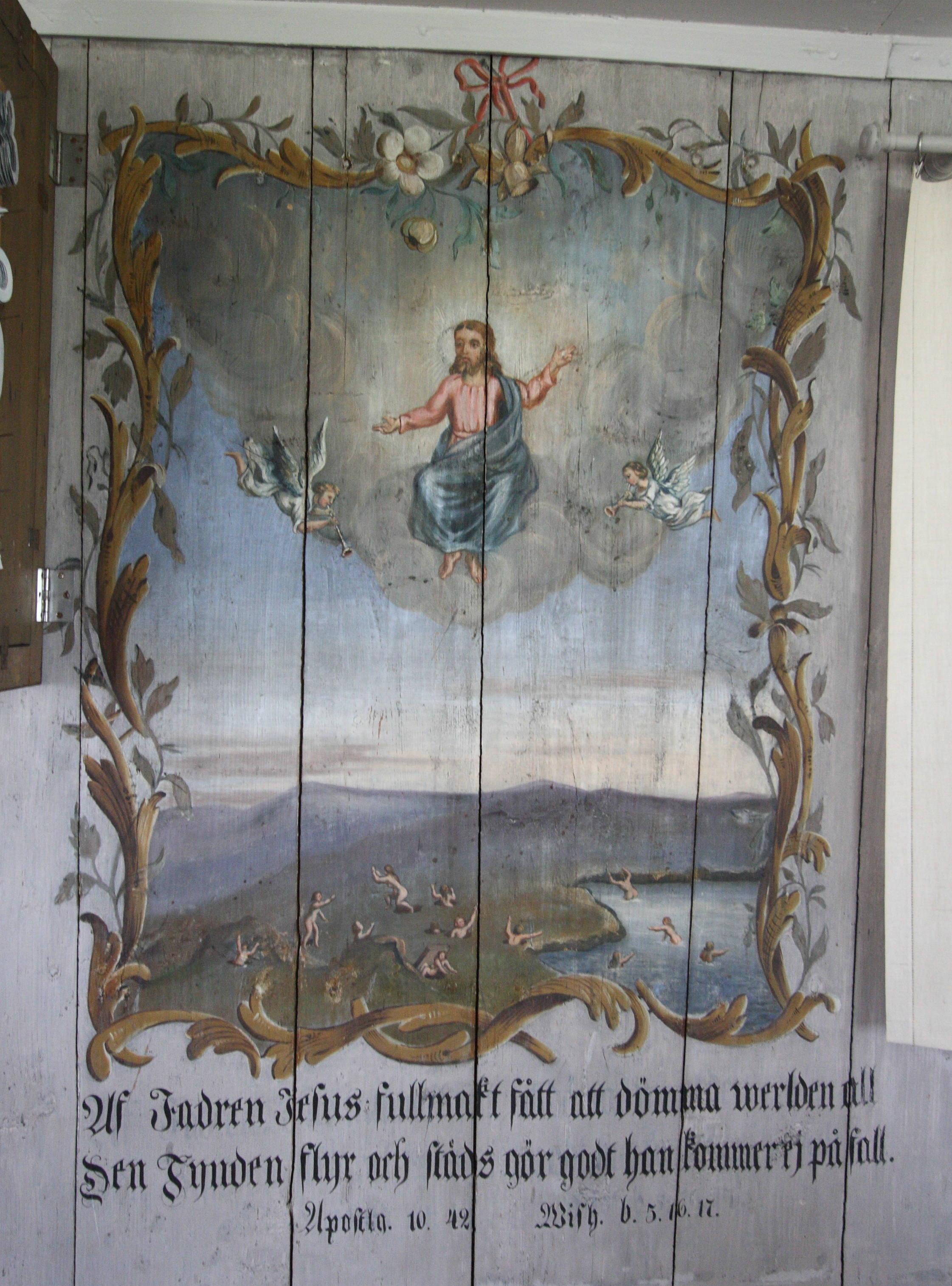
Väggmålning
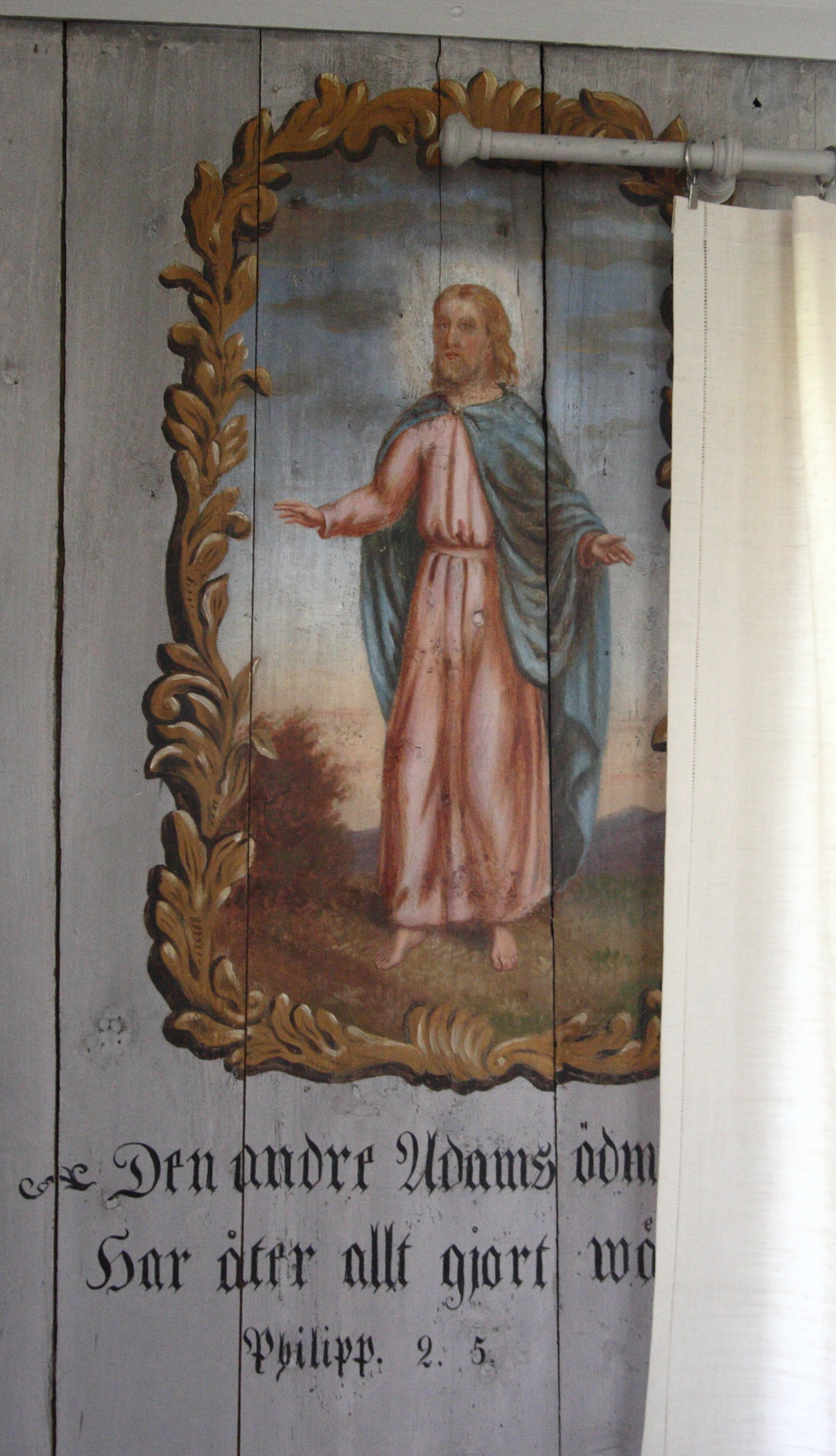
Väggmålning
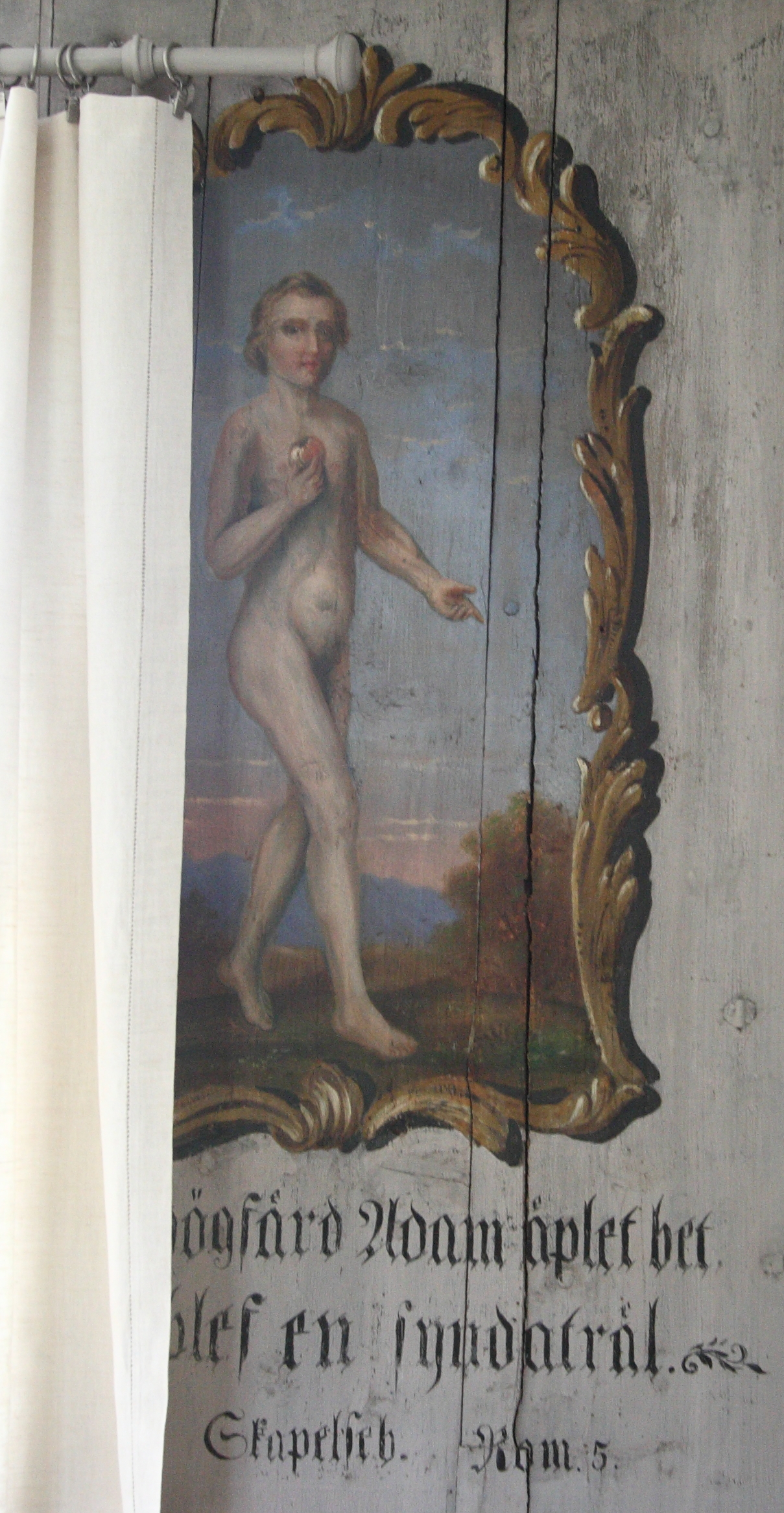
Väggmålning
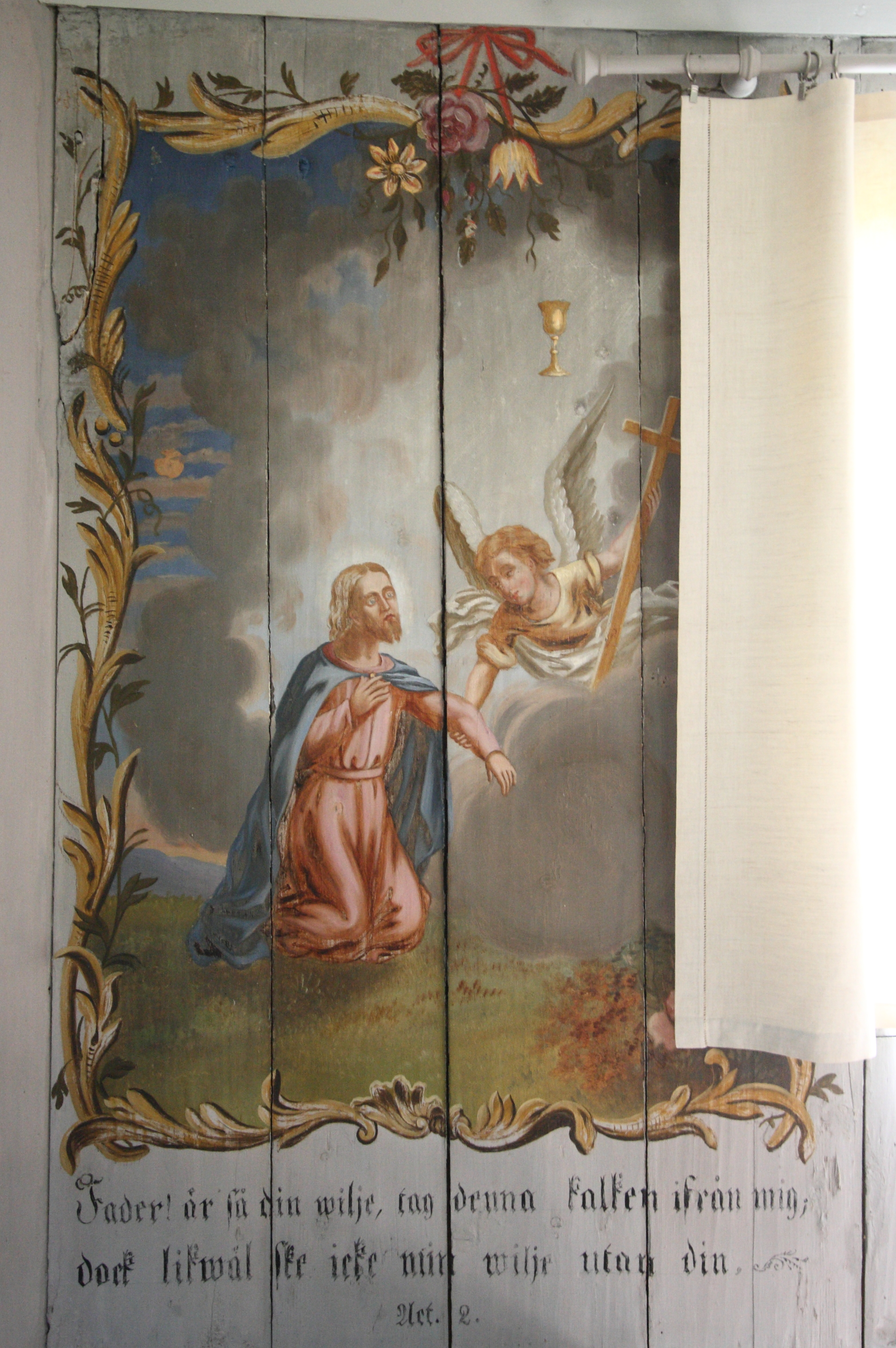
Väggmålning
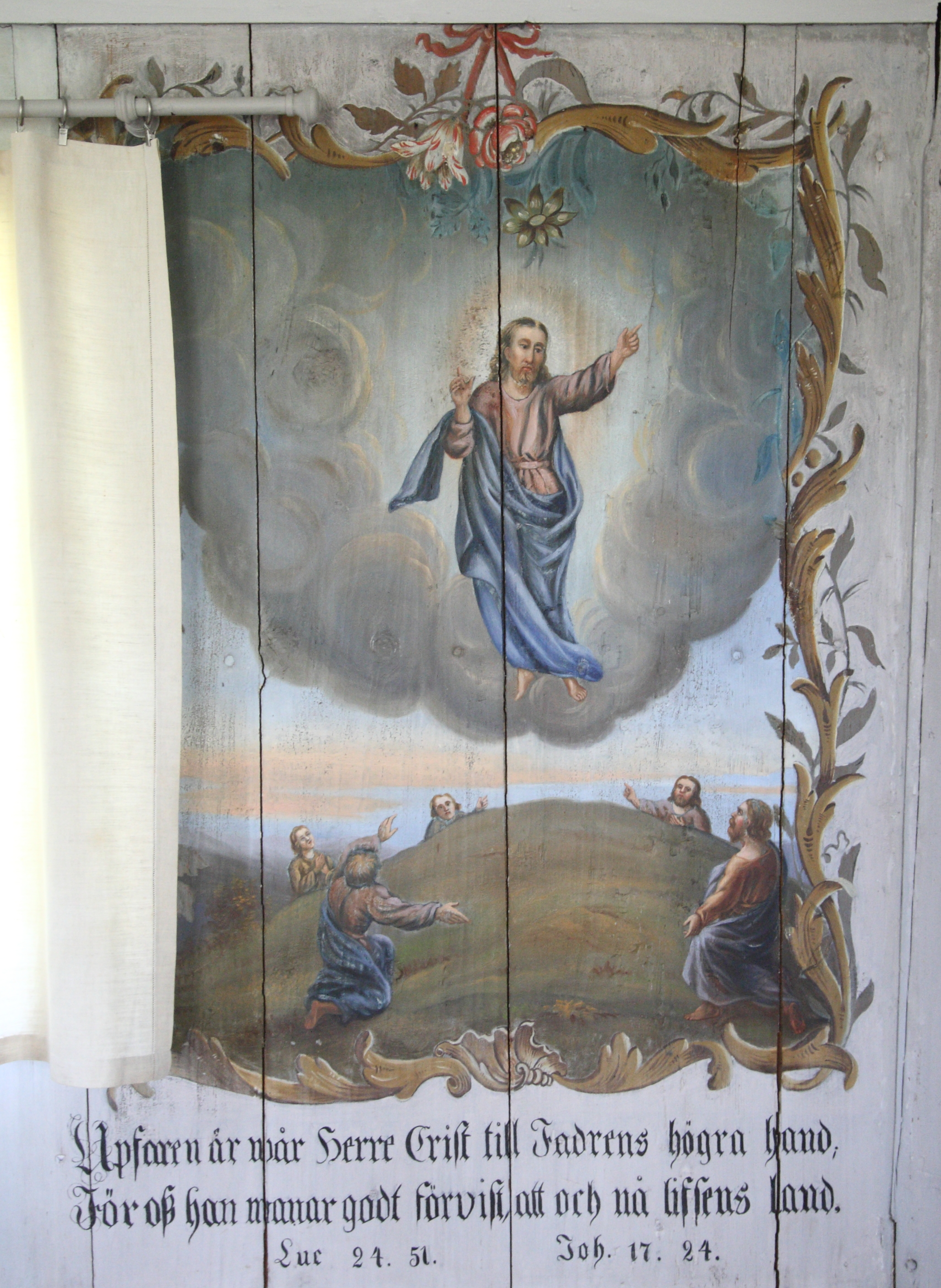
Väggmålning
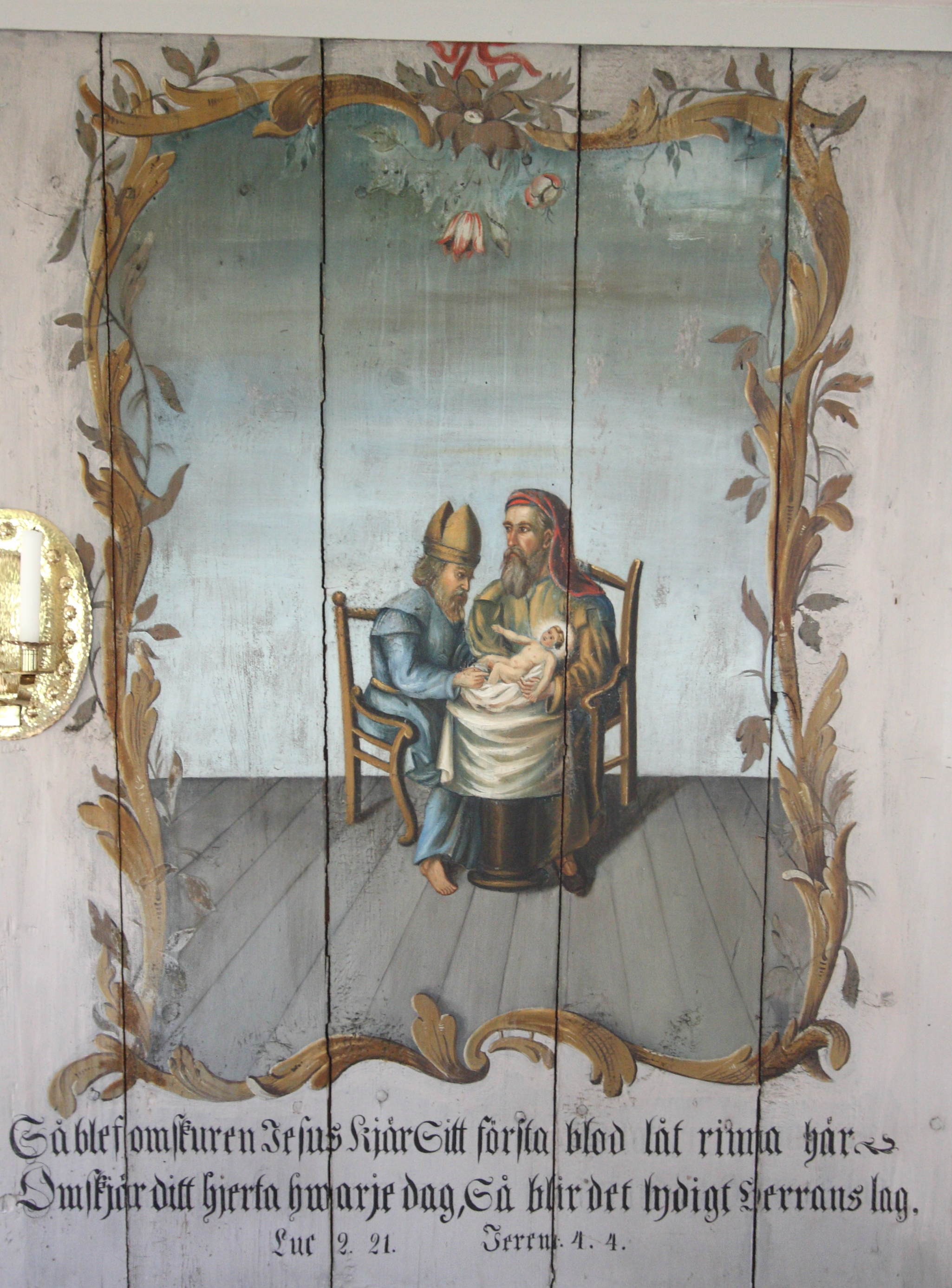
Väggmålning
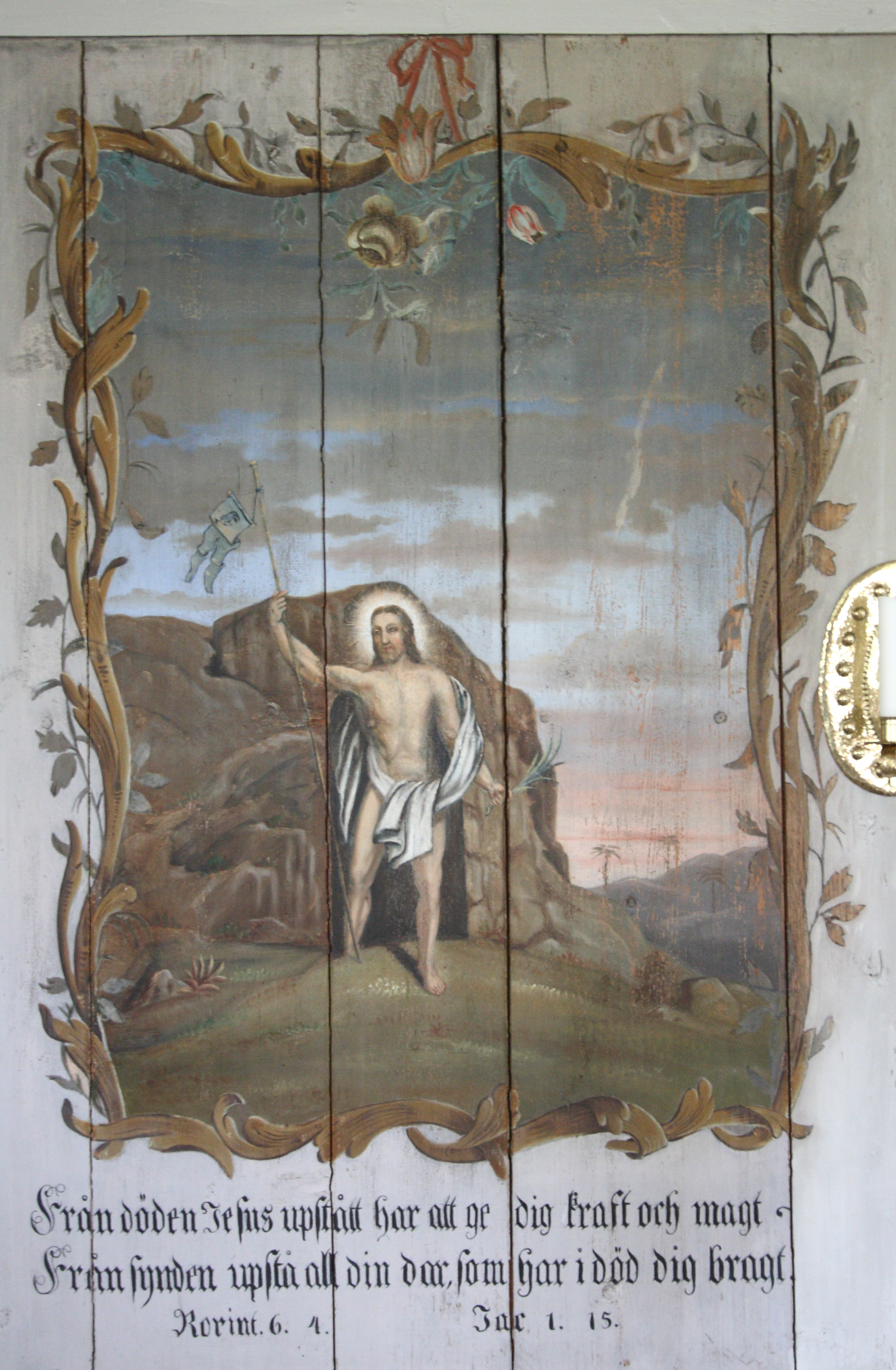
Väggmålning
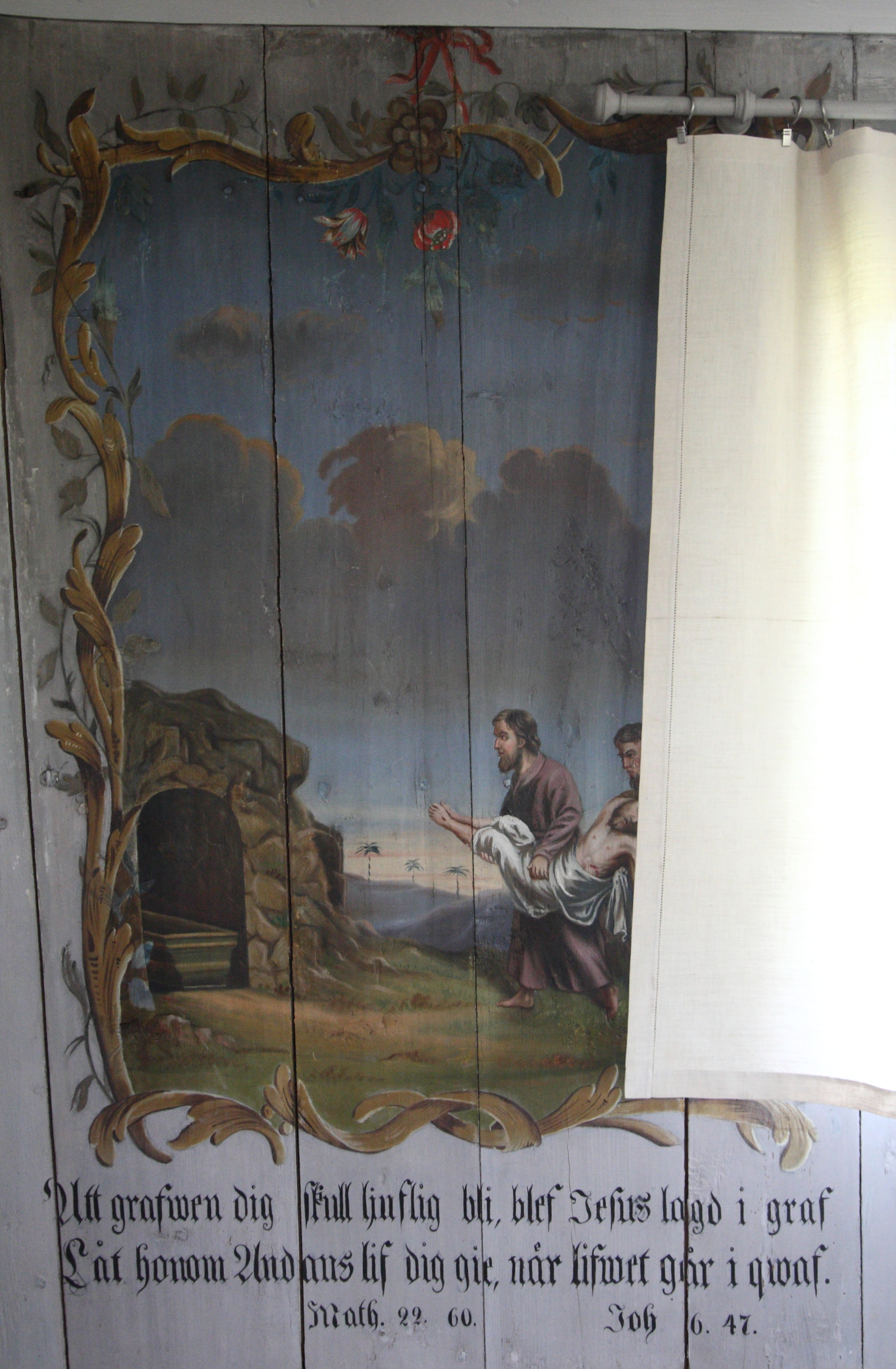
Väggmålning
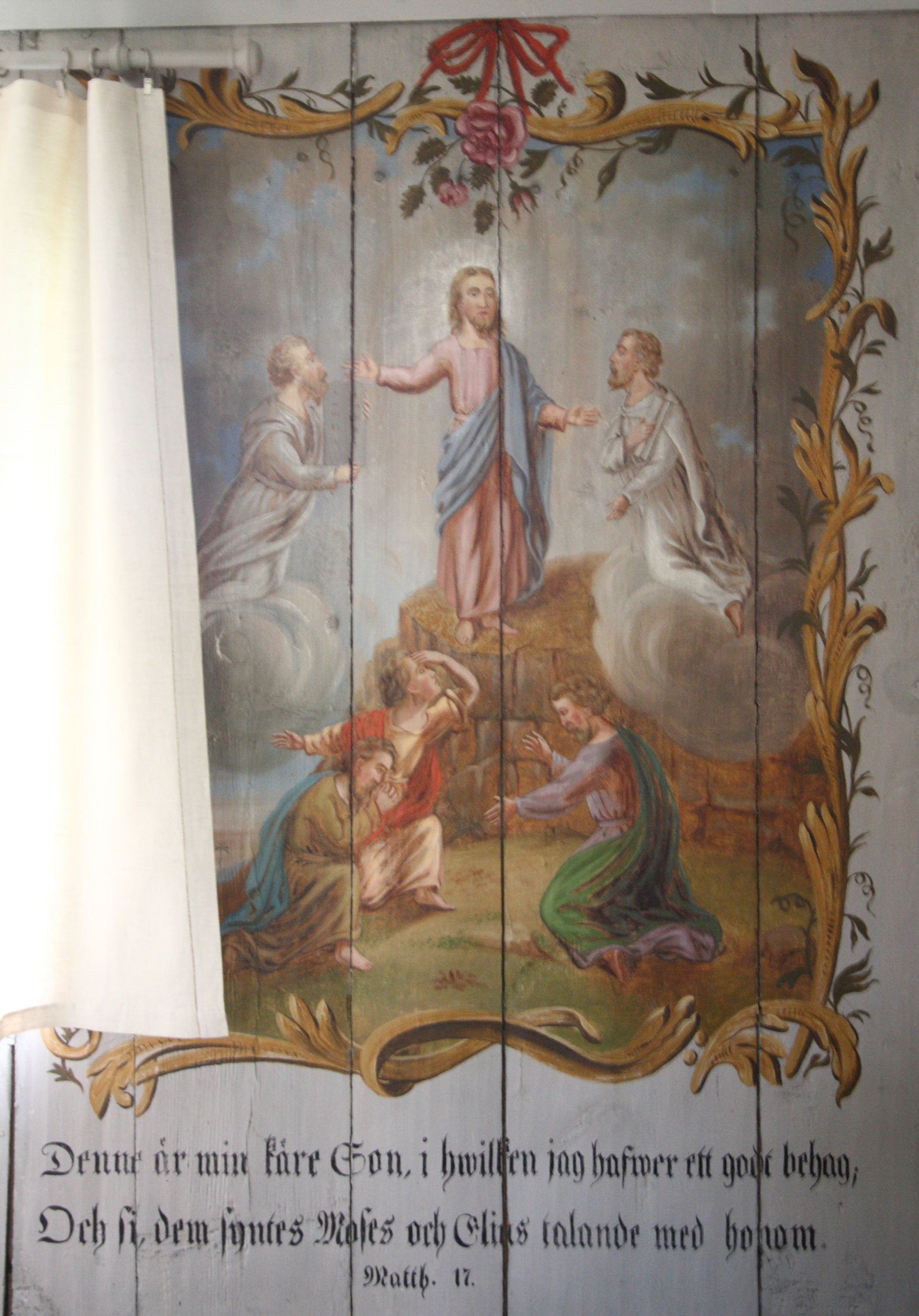
Väggmålning